# Achelia serratipalpis
Achelia serratipalpis is een zeespin uit de familie Ammotheidae. De soort behoort tot het geslacht Achelia. Achelia serratipalpis werd in 1911 voor het eerst wetenschappelijk beschreven door Bouvier. 